# Папабиль
Папаби́ль (от итал. papabile; множественное число — папаби́ли, итал. papabili,) — кардинал, являющийся наиболее вероятным кандидатом в следующие римские папы. Неофициальный итальянский термин, введённый политологами-специалистами по Ватикану (ватиканистами, или ватиканологами) и используемый как интернациональный термин во многих языках.
Среди лиц, упоминавшихся в прессе как папабили, были кардиналы, которые действительно впоследствии были избраны папами. Это кардинал Эудженио Пачелли (Пий XII), кардинал Джованни Монтини (Павел VI), кардинал Йозеф Ратцингер (Бенедикт XVI) и кардинал Хорхе Марио Бергольо (Франциск). Однако часто бывает, что вероятные папабили не восходят на папский престол в силу разного рода обстоятельств. Кардинал Джузеппе Сири, как ожидалось в 1958 году перед конклавом, имел наиболее высокие шансы стать римским папой. Вместо этого был сделан крайне неожиданный выбор — был избран кардинал Анджело Ронкалли, который и стал папой под именем Иоанн XXIII. Аналогично и кардинал Джованни Бенелли считался наиболее вероятным кандидатом на конклавах в октябре и августе 1978 года. В действительности он оба раза потерпел поражение, причём, по некоторым данным (результаты голосований на конклавах являются секретными), в октябре для избрания Бенелли не хватило совсем небольшого количества голосов. В августе 1978 года был избран другой кандидат, которого не считали папабилем, кардинал Альбино Лучани, принявший имя Иоанн Павел I, а после его скорой смерти Бенелли проиграл на октябрьском конклаве Каролю Войтыле (Иоанн Павел II), чья кандидатура также не рассматривалась средствами массовой информации как сколько-либо вероятная (тем не менее многие считают Войтылу самым выдающимся понтификом XX века). Это привело к саркастическому высказыванию, популярному среди ватиканистов: «Кто входит на Конклав папой, выходит оттуда кардиналом».

## История термина
Термин «папабиль» появился как минимум в XV веке, поскольку он встречается в Catholicon Anglicum.
В итальянском языке слово «папабиль» используется также в нецерковном контексте. В частности, оно используется в отношении кандидатов из «шорт-листа», то есть тех, кто из имеющихся кандидатов имеет наибольшую вероятность быть избранным или назначенным на определённую должность.
В зависимости от возраста кардинала его рейтинг в «списке» папабилей может изменяться. Например, кардинал Карло Мария Мартини на протяжении многих лет считался папабилем, но по достижении определённого правом избрания возраста он уже не включался в этот ряд.
Перед конклавом 2005 года как папабили фигурировали в средствах массовой информации кардиналы Йозеф Ратцингер, Карло Мария Мартини, Кристоф Шёнборн, Хорхе Марио Бергольо, Анджело Содано, Фрэнсис Аринзе и т. д. На этом конклаве папой был избран Ратцингер, всегда упоминавшийся среди наиболее вероятных папабилей.
Перед конклавом 2013 года папабилями в средствах массовой информации были кардиналы Хорхе Марио Бергольо, Анджело Скола, Кристоф Шёнборн, Тимоти Долан, Одилиу Шерер, Питер Тарксон и т. д. На этом конклаве папой был избран Бергольо, также упоминавшийся среди наиболее вероятных папабилей.
Перед конклавом 2025 года папабилями в средствах массовой информации были кардиналы Пьетро Паролин, Луис Антонио Тагле, Маттео Мария Дзуппи, Пьербаттиста Пиццабалла, Робер Сара, Петер Эрдё и т. д. На этом конклаве папой был избран Превост, также упоминавшийся среди вероятных папабилей, но не первой линии.

## Папабили, избранные папами римскими
- Франческо Саверио Кастильони (избран Пием VIII в 1829 году) был папабилем как на конклаве 1823 года, так и на конклаве 1829 года[6][7]. Папа Пий VII при жизни называл кардинала Кастильони «Папой Пием VIII»[6][7], а на конклаве 1823 года кардинал, в конечном итоге избранный Папой Львом XII, заявил, что кардинал Кастильони когда-нибудь станет Папой Пием VIII. Кастильони был близок к избранию на конклаве 1823 года, но лишился поддержки из-за того, что его считали близким к кардиналу Эрколе Консальви, умеренному политику и государственному секретарю покойного Папы Пия VII[6][7]. Позднее Консальви умер во время понтификата Льва XII, а Кастильони, вновь ставший папабилем после смерти самого Льва XII, впоследствии был избран Папой на конклаве 1829 года[7]. Его избранию способствовало участие других «папабилей»: Бартоломео Пакка противостоял Франции, а Эммануэле де Грегорио не смог получить поддержку большинства остальных кардиналов. После избрания Кастильони принял имя Пий VIII, учитывая, что двое его непосредственных предшественников ранее называли его этим именем.
- Джоакино Печчи (избран как Лев XIII в 1878 году)[8]. Большинство кардиналов, отправившихся в Рим на конклав 1878 года, уже решили поддержать Печчи, который был камерленго. Печчи также воспринимался как противоположность недавно умершему Пию IX[8].
- Джакомо делла Кьеза (избран как Бенедикт XV в 1914 году)[9][10].
- Эудженио Пачелли (избран как Пий XII в 1939 году)[11]. Папа Пий XI перед своей смертью ясно дал понять, что отдаёт предпочтение кардиналу Пачелли как своему преемнику[11]. 15 декабря 1937 года, во время своей последней консистории, Пий XI недвусмысленно намекнул кардиналам, что ожидает увидеть Пачелли своим преемником, сказав: «Он среди вас»[12][13]. Ранее он говорил: «Когда сегодня умрёт Папа, завтра придет другой, потому что Церковь продолжает существовать. Было бы гораздо большей трагедией, если бы умер кардинал Пачелли, потому что он только один. Я каждый день молюсь, чтобы Бог послал ещё одного в одну из наших семинарий, но на сегодняшний день в этом мире есть только один»[14].
- Джованни Баттиста Монтини (избран как Павел VI в 1963 году);
- Йозеф Алоис Ратцингер (избран как Бенедикт XVI в 2005 году);
- Хорхе Марио Бергольо (избран как Франциск в 2013 году);
- Роберт Фрэнсис Превост (избран как Лев XIV в 2025)[15].

## Неизбранные папабили
Быть папабилем не значит иметь какую-либо гарантию избрания. Иногда этот статус может служить и препятствием:
- Джузеппе Сири, как ожидалось, должен был быть избран папой римским на Конклавах 1958 года и 1963 года и продолжал быть наиболее вероятным избранником обоих Конклавов 1978 года. В первом из этих случаев был избран Анджело Джузеппе Ронкалли, ставший папой римским Иоанном XXIII, что оказалось крайне неожиданным выбором;
- Джованни Бенелли, как ожидалось, должен был быть избран папой римским на обоих Конклавах августовской и октябрьском 1978 года. Однако он был побеждён на обоих Конклавах. В августе был избран Альбино Лучани, (в котором немногие видели будущего папу), ставший папой римским Иоанном Павлом I. В октябре другим таким кандидатом стал Кароль Войтыла, который был избран Иоанном Павлом II;
- Бартоломео Пакка — опытный дипломат при Пие VII, он был кандидатом на Конклаве 1823 года и наиболее вероятным избранником Конклава 1829 года, но Франция наложила вето на его кандидатуру. Кардинал Франческо Саверио Кастильони был избран папой римским Пием VIII;
- Эммануэле де Грегорио — ожидалось, что он будет наследовать Льву XII и Пию VIII, но этого не случилось;
- Мариано Рамполла — Государственный секретарь Льва XIII. Он возглавлял список возможных кандидатов на Конклаве 1903 года, на его кандидатуру наложил вето краковский епископ кардинал Ян Пузына от имени австро-венгерского императора Франца Иосифа I. После того, как Рамполла выбыл из числа папабилей, конклавом был избран кардинал Джузеппе Мелькиоре Сарто, который стал папой римским Пием X. Одним из первых действий Пия X было упразднение права государств накладывать вето;
- Фрэнсис Аринзе — о нём говорили в некоторых СМИ как о весьма вероятном преемнике Иоанна Павла II, но он не получил существенного количества голосов на Папском Конклаве 2005, также о нём говорили и перед Конклавом 2013 года.

## Непапабили, избранные папами римскими
- Барнаба Кьярамонти (избран Пием VII в 1800 году) не считался папабилем, но стал альтернативным кандидатом после нескольких месяцев тупиковой ситуации. Кьярамонти пользовался уважением среди многих кардиналов, но пытался отговорить их от своего избрания, поскольку его устраивала должность епископа. Кардинал Жан-Сифрен Мори первым предложил кандидатуру Кьярамонти в качестве компромиссного варианта для выхода из тупика[16].
- Аннибале делла Дженга (избран Львом XII в 1823 году) не считался папабилем из-за своих физических недугов, и сам кардинал на конклаве пытался отговорить других выборщиков голосовать за него. Однако он был избран, потому что конклав получил информацию о тайных обществах, которые, как считалось, усилились в период Sede vacante, и некоторые кардиналы хотели скорейшего завершения конклава. Его физическое состояние заставило некоторых кардиналов подумать, что его понтификат продлится недолго[6].
- Бартоломео Каппеллари (избран Григорием XVI в 1831 году) избрали неожиданно и произошло это под влиянием того факта, что на наиболее вероятного папабиля, Джакомо Джустиниани, было наложено вето, что привело к тупиковой ситуации[17].
- Джузеппе Сарто (избран Пием X в 1903 году) стал альтернативным кандидатом после того как австрийский император Франц Иосиф I наложил вето на кандидатуру Мариано Рамполлы.
- Акилле Ратти (избран Пием XI в 1922 году) был избран в качестве компромиссного кандидата между консервативной фракцией во главе с Рафаэлем Мерри дель Валь и умеренной фракцией во главе с Пьетро Гаспарри. Гаспарри также выразил свою поддержку Ратти и призвал своих сторонников голосовать за него[18].
- Анджело Ронкалли (избран Иоанном XXIII в 1958 году). Некоторые комментаторы, такие как Уильям Дойно, оспаривают утверждение, что Ронкалли был не папабилем, и утверждают, что «к моменту смерти Пия XII в 1958 году кардинал Ронкалли, „вопреки распространенному мнению о том, что он появился из ниоткуда, чтобы стать Папой“, на самом деле был одним из тех, кто имел все шансы на избрание. Он был хорошо известен, любим и пользовался доверием»[19].
- Альбино Лучани (избран Иоанном Павлом I в 1978 году). Хотя Лучани не считался папабилем, один из кардиналов-папабилей, Джованни Бенелли, использовал своё влияние, чтобы убедить остальных избрать Лучани на конклаве[20][21].
- Кароль Войтыла (избран Иоанном Павлом II в 1978 году) был избран в качестве компромиссного кандидата, поскольку ведущие папабили Джузеппе Сири и Джованни Бенелли не смогли получить необходимое большинство голосов, а единственный другой приемлемый итальянский кандидат, Джованни Коломбо, объявил кардиналам-выборщикам на конклаве, что откажется от папства в случае избрания.[22]. До Войтылы ни один неитальянец не избирался Папой с момента конклава 1522 года, избравшего голландца Адриана VI.

Папа римский Иоанн Павел I фактически предсказал кардиналу Войтыле, будущему Иоанну Павлу II, что тот будет наследовать ему, а кардинал Жан-Мари Вийо предсказал в мае 1978 года, что только Войтыла сможет получить поддержку двух третей кардиналов-выборщиков.